# Battifollo
Battifollo (Batifòl in piemontese) è un comune italiano di 245 abitanti della provincia di Cuneo in Piemonte.

## Geografia fisica
Il comune di Battifollo si trova su una vasta pianura collinare. Da tale posizione panoramica vede sia la valle Mongia sia l'alta Val Tanaro. Il suo territorio si estende tra i seicento e i 1121 metri sul livello del mare del Bric Ciarandella, ed è ricco di castagneti, di bosco ceduo e di prati. Faceva parte della comunità montana Alto Tanaro Cebano Monregalese.

## Origini del nome
Il comune di Battifollo (Battifollum) probabilmente deriva dal termine utilizzato durante il medioevo per indicare un sistema di fortificazioni difensive, spesso costituite da materiale rudimentale: fossi, legname, fascine, pietre, di cui era dotato il crinale su cui ancora oggi si trova questo minuscolo borgo della provincia di Cuneo.

## Storia
L'origini storiche dell'insediamento si rifanno alle prime, rudimentali fortificazioni dette battifolle, sorte probabilmente verso il X secolo, successivamente trasformate in fortificazioni turrite definitive, e quindi un vero e proprio castello, di cui si ha menzione per la prima volta in un documento di investitura feudale del marchese Ottone nel 1203, così come l'insediamento abitativo chiamato Battifollum, sive castrum ultra Tanagrum. Nel XIII secolo fece parte del marchesato di Ceva che lo amministrò ininterrottamente sino al XVIII secolo. Più recentemente è stato amministrato dal 1928 al 1947 dal comune di Bagnasco. Originario del luogo un certo Roberto figlio dei signori del XIII secolo che fu tra i primi seguaci e compagni di san Francesco d'Assisi, e in quella città morì nel 1315.

### Simboli
Lo stemma del Comune di Battifollo è stato concesso con decreto del presidente della Repubblica del 24 aprile 2000.

## Monumenti e luoghi d'interesse

### Architetture militari

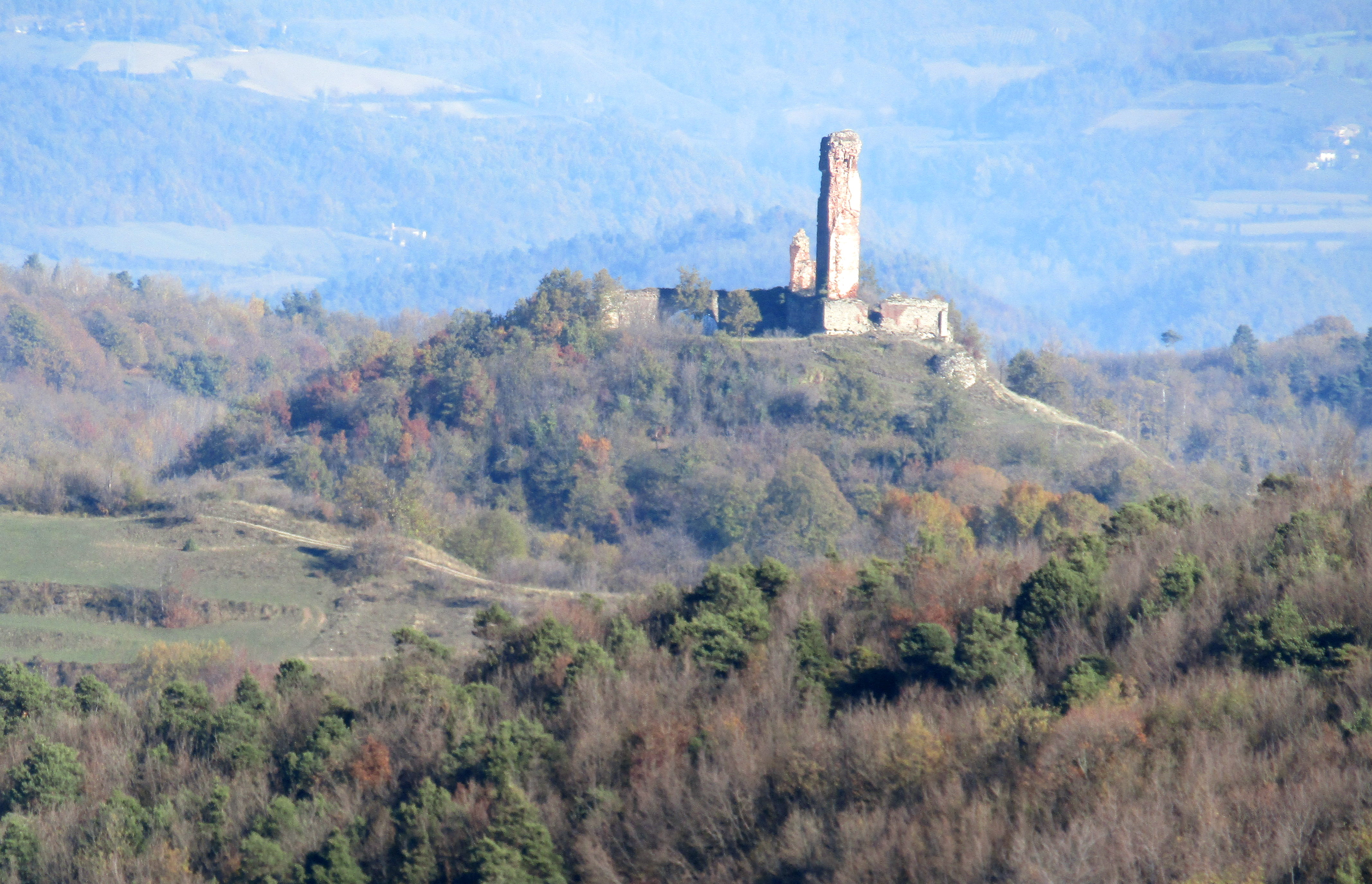
Il castello

- Castello di Battifollo, di origine medioevale. Posto in posizione dominante, abitato fino al 1792 dai marchesi Ceva di Battifollo, nel 1796 venne occupato dalle truppe francesi del generale Sérurier, impegnate nella campagna d'Italia comandata dal generale Napoleone Bonaparte, che successivamente lo depredarono e quindi smantellarono, come quasi tutte le altre rocche della zona. Dell'antico castello restano una massiccia torre a base quadrata con i ruderi dei bastioni e parte delle mura perimetrali.

- Documentazione del passaggio delle truppe francesi e della battaglia svoltasi sulle alture del paese in quello che oggi viene definito "bric della Bastia " restano documentazioni in numerosi memoriali di guerra in particolare in quello di Gabriel Fabry[8]. Sul terreno sono ancora oggi visibili i trinceramenti del campo di battaglia.

### Architetture religiose

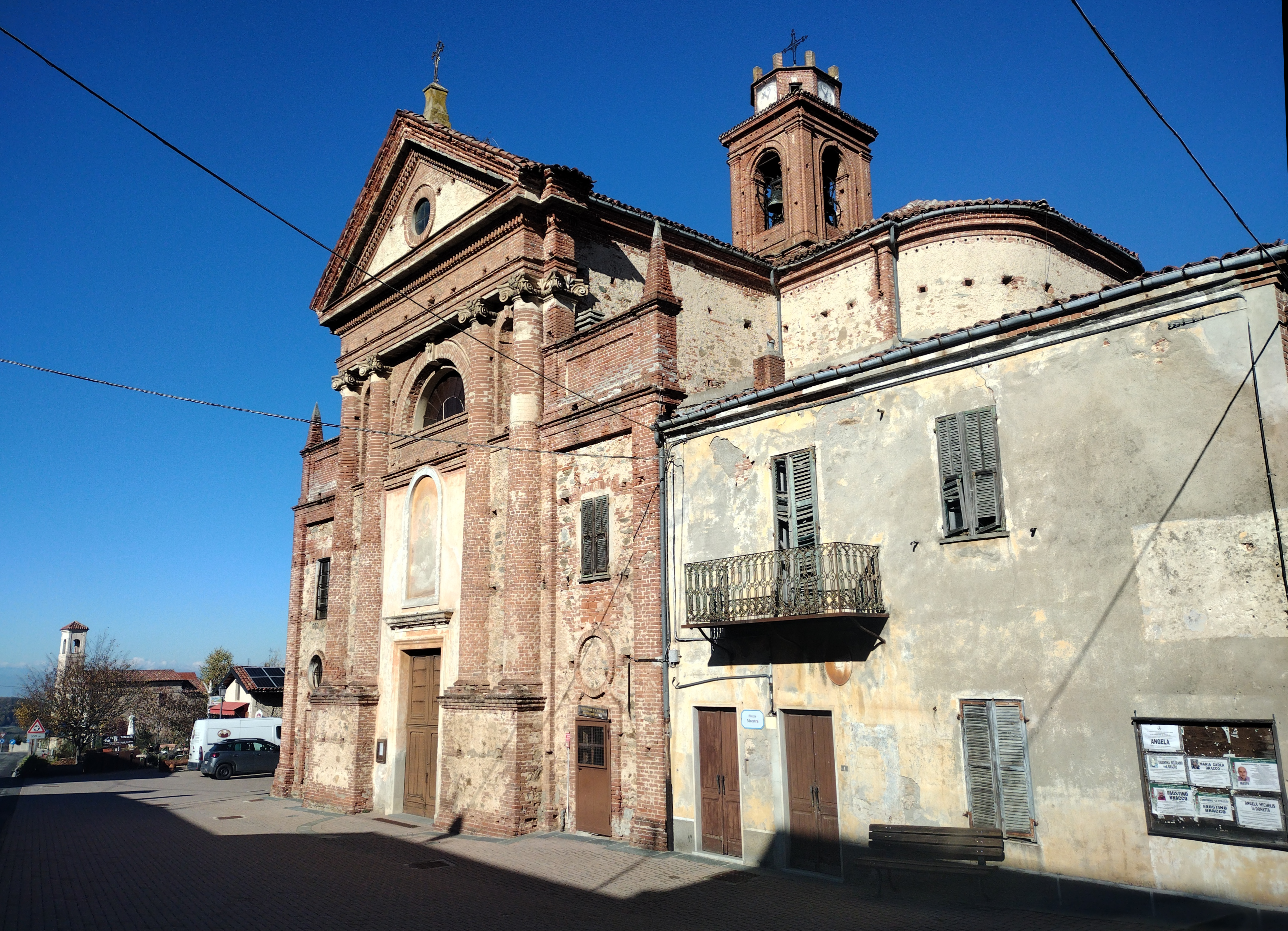
La parrocchiale

- Chiesa parrocchiale di San Giorgio. Edificata tra il 1872 ed il 1886, anno della sua consacrazione, su progetto dell'architetto Giovanni Battista Schellino, trovando uno squisito equilibrio fra eclettismo e manierismo: pinnacoli sulla facciata, porte laterali in stile barocco, l'ordine dorico dell'ampio vano interno a pianta centrale. Sul sito probabilmente esisteva una chiesa molto più antica, come è evidenziato dal campanile merlato, rimasto al servizio dell'attuale chiesa.
- Chiesa di San Giovanni Battista. Conserva una serie di affreschi, un architrave con iscrizioni.
- Notevoli le cappelle della Madonna della Neve in frazione Bosco, di Sant'Anna e San Bernardo, di San Rocco sulla strada provinciale per Bagnasco e di San Remigio (solo resti fondazioni).

## Società

### Evoluzione demografica
Abitanti censiti

## Economia
La prevalente attività economica è quella agricola; un tempo erano presenti due strutture di ricettività alberghiera, chiuse negli anni '80 la prima (Locanda Mirabella) e fine '90 la seconda (Albergo Cavallo Gigio, che prima ha limitato la sua attività alla sola ristorazione divenendo poi a luglio 2015 un centro di accoglienza per migranti richiedenti asilo).
Da notare la possibilità di compiere passeggiate come quella ai ruderi del castello e alle cappelle di Sant'Anna e della Madonna della Neve in frazione Bosco. Più impegnativa è l'escursione al Bric Mindino con la sua splendida posizione panoramica a 1.879 m passando per il colle di San Giacomo e Prato Rotondo, in una zona ricca di flora e di sorgenti.

### Feste e fiere
- Sagra della castagna[11].
- Festa di S.Anna

## Amministrazione

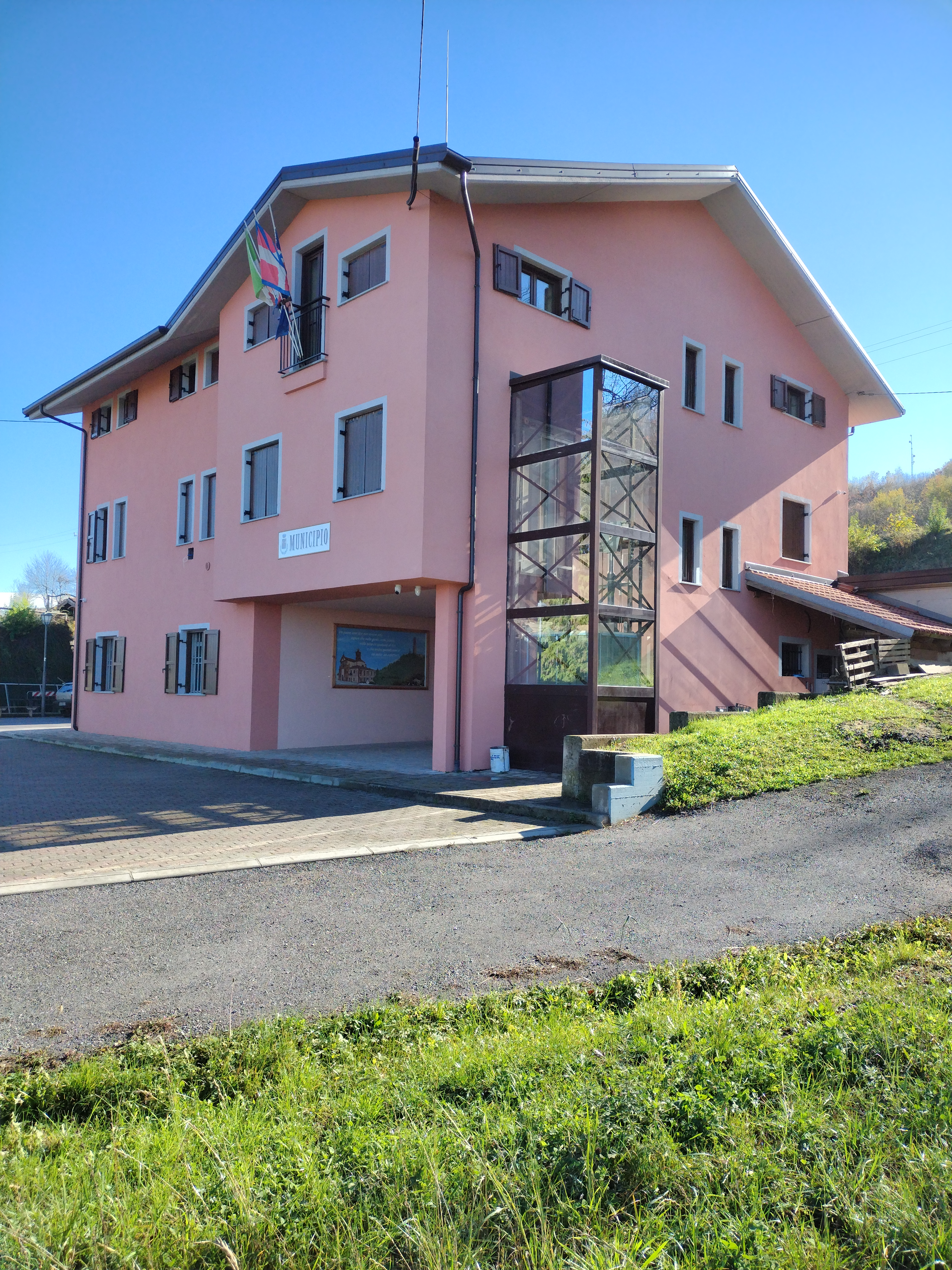
Il municipio

| Periodo        | Periodo        | Primo cittadino           | Partito         | Carica  | Note   |
| -------------- | -------------- | ------------------------- | --------------- | ------- | ------ |
| 14 giugno 1999 | 14 giugno 2004 | Giovanni Secondo Barberis | Indipendente    | Sindaco | [ 12 ] |
| 14 giugno 2004 | 8 giugno 2009  | Giovanni Secondo Barberis | Centro sinistra | Sindaco | [ 13 ] |
| 8 giugno 2009  | 26 maggio 2014 | Claudio Canavese          | Lista civica    | Sindaco | [ 14 ] |
| 26 maggio 2014 | 26 maggio 2019 | Giovanni Secondo Barberis | Lista civica    | Sindaco | [ 15 ] |
| 26 maggio 2019 | 9 giugno 2024  | Giovanni Secondo Odasso   | Lista civica    | Sindaco | [ 16 ] |
| 9 giugno 2024  | in carica      | Giovanni Secondo Odasso   | Lista civica    | Sindaco | [ 16 ] |